# Lyriothemis mortoni
Lyriothemis mortoni is een libellensoort uit de familie van de korenbouten (Libellulidae), onderorde echte libellen (Anisoptera).
De soort staat op de Rode Lijst van de IUCN als onzeker, beoordelingsjaar 2010.
De wetenschappelijke naam Lyriothemis mortoni is voor het eerst geldig gepubliceerd in 1919 door Ris.